# Lodewijk Thomson
Lodewijk Willem Johan Karel Thomson (Voorschoten, 11 giugno 1869 – Durazzo, 15 giugno 1914) è stato un militare e politico olandese.
Egli prestò servizio come deputato al parlamento dei Paesi Bassi tra il 1905 ed il 1913. Nel 1914 Thomson divenne comandante della Gendarmeria Internazionale, la forza pubblica da poco creata per arginare le problematiche di gestione del Principato di Albania da poco sorto. Venne ucciso durante i combattimenti presso la città di Durazzo il 15 giugno 1914, divenendo il primo soldato olandese ucciso in una missione di pace all'estero.

## Biografia

### I primi anni

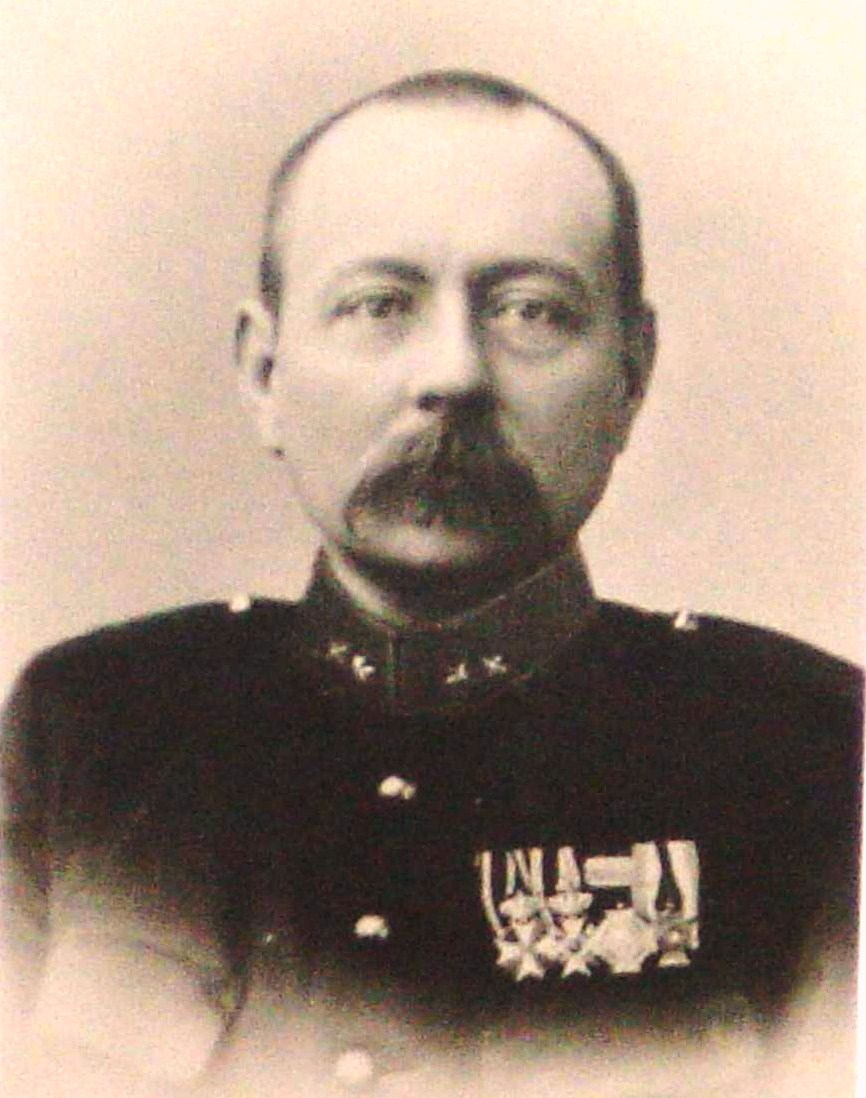
Il tenente Lodewijk Thomson in una fotografia di fine Ottocento

Lodewijk Thomson nacque a Voorschoten, nei Paesi Bassi, l'11 giugno 1869. Suo padre era un medico della marina militare olandese di origini britanniche, mentre sua madre era membro della nobile famiglia dei Pompe van Meerdervoort, con antenati italiani. Dopo aver studiato alla Hogere burgerschool di Rotterdam egli entrò nell'esercito nel 1884 e passò quindi alla Koninklijke Militaire Academie di Breda, raggiungendo il rango di Sottotenente di fanteria. Dal 1891 egli iniziò lo studio della cartografia e dal 1893 raggiunse il grado di Tenente. Tra il 1894 ed il 1896 prestò servizio nelle forze coloniali olandesi e prese parte alla Guerra di Aceh, ottenendo la medaglia di IV classe dell'Ordine Militare di Guglielmo. Pubblicò negli anni successivi diversi articoli in materia cartografica su diversi giornali militari. Nel frattempo, il 29 novembre 1895, sposò ad Arnhem Henriette Lambertina Slotemaker (1869-1926), con la quale ebbe due figlie, di cui una morta infante.
Nel 1896 venne posto in riserva ma nel 1899 venne ripristinato al servizio attivo ed inviato come attaché militare in Sudafrica durante la Guerra boera, ove rimase sino al 1900. Nel 1903, tornato nei Paesi Bassi, ottenne il comando dell'amministrazione militare delle ferrovie attorno a Le Hague durante la rivolta e lo sciopero dei lavoranti locali. Questo gli fruttò una nuova decorazione, quella di cavaliere dell'Ordine di Orange-Nassau e la promozione al rango di Capitano.

### La carriera politica
Durante le elezioni generali del 1905 Thomson venne eletto a membro della Seconda Camera del parlamento olandese per la costituente di Leeuwarden nelle file dei liberali. Egli venne rieletto alle elezioni del 1909 ma perse il proprio seggio nel 1913.
Durante questi anni in parlamento egli fu favorevole e peroratore della causa per la democratizzazione dell'esercito olandese, distogliendolo dai rigidi inquadramenti di stampo ottocentesco, ormai fuorimoda e completamente controproducenti alla duttilità dell'operato sul campo. A tal proposito, insieme a Johan Hendrik Ram ed a Gilles Jan Willem Cornelis Hermanus Graafland, creò e pubblicò una Guida militare.

### Le guerre balcaniche e l'Albania

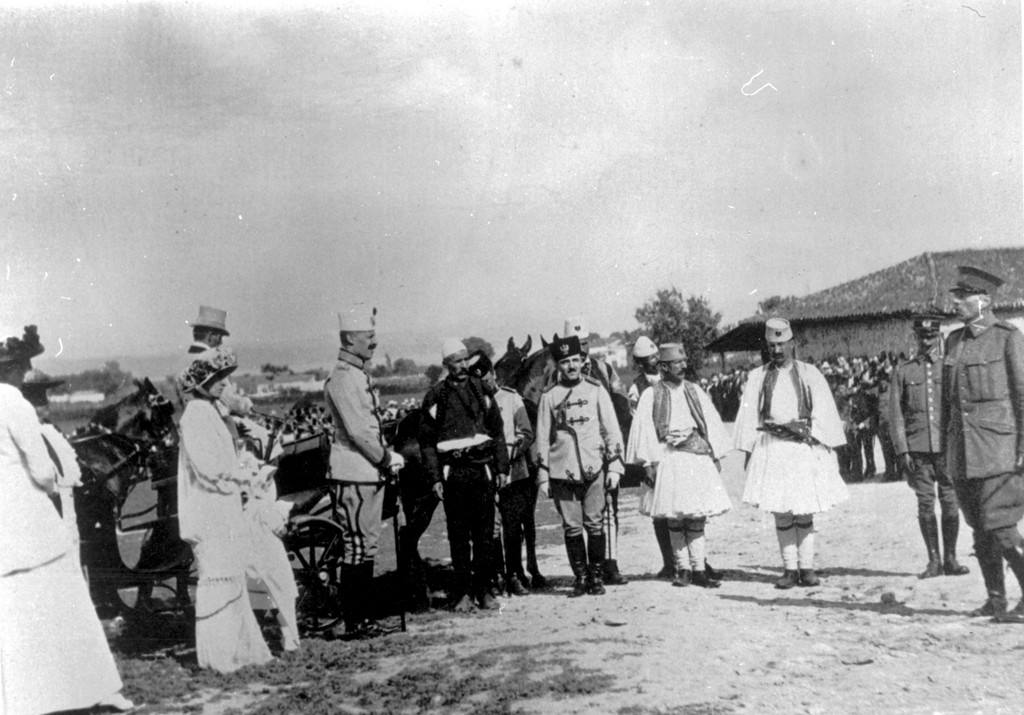
Il principe Guglielmo di Wied, Isa Boletini ed altri ufficiali della Gendarmeria Internazionale: Duncan Heaton-Armstrong ed il colonnello Thomson presso Durazzo nel giugno del 1914

Durante le Guerre balcaniche del 1912-1913, Thomson prestò servizio nuovamente come attaché militare questa volta in Grecia. Nel 1914, col grado di maggiore, venne prescelto inizialmente quale capo della nuova Gendarmeria Internazionale, una forza militare preposta a difendere la pace all'interno del nuovo Principato di Albania, ma il suo nome venne sostituito poi con quello del colonnello Wilhelm de Veere di cui poi divenne il vice. La sua scelta in quanto suddito olandese, ricadeva sul fatto che per espressa richiesta del principe Guglielmo di Wied i soldati del nuovo corpo d'ordine pubblico dovessero essere non albanesi e meglio ancora se provenienti dai Paesi Bassi in quanto egli stesso era un nipote della regina Guglielmina.
Il 15 giugno 1914 le sue truppe erano impegnate in combattimenti presso la città di Durazzo, nell'Albania meridionale, quando egli venne colpito a morte, alle 17:50. La pallottola, che lo colpì in pieno petto, non lo ferì mortalmente, ma provocò un'emorragia interna che lo portò alla morte nel giro di mezz'ora. Secondo le fonti, probabilmente il responsabile della sua morte fu un cecchino italiano il che pose all'epoca lo scandalo del coinvolgimento di un'altra nazione contro gli interessi della Commissione Internazionale di Controllo. Inoltre, molte furono le incongruenze riscontrate dalle varie versioni dei fatti: secondo il Corriere della Sera Thomson venne colpito al petto, secondo Times al collo, secondo il Telegraph alla spalla.
Thomson venne inizialmente sepolto in Albania ma i suoi resti vennero successivamente trasferiti un mese dopo la sua morte nei Paesi Bassi ed egli venne sepolto nuovamente con grandi cerimonie pubbliche a Groningen. Come reazione alla morte di Thomson ed al generale fallimento dell'operazione pacificatrice, l'azione dei soldati olandesi nella gendarmeria divenne sempre più flebile sino ad essere completamente abbandonata con l'avvento della prima guerra mondiale.

## Onorificenze

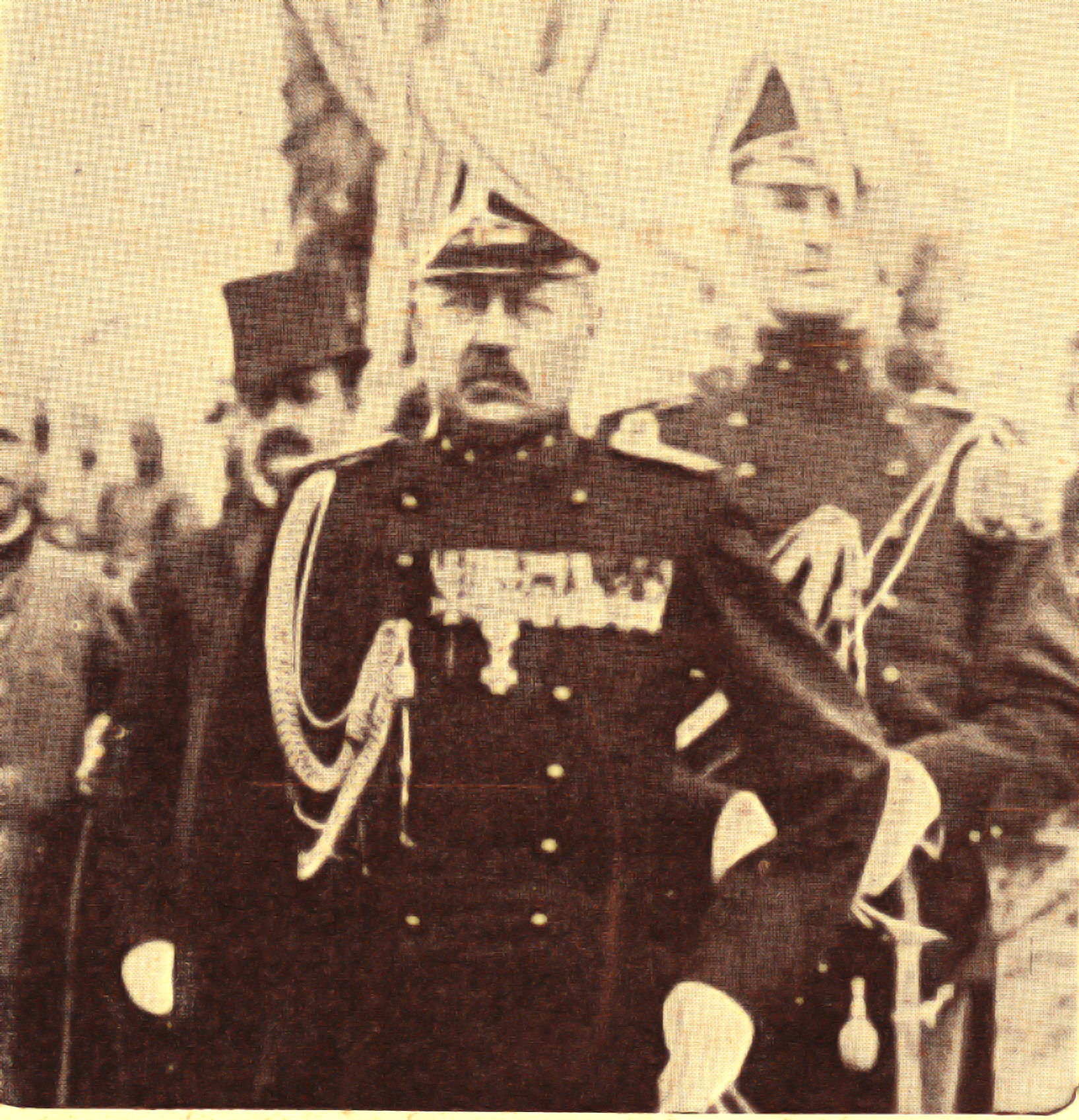
Lodewijk Thomson al suo arrivo in Albania nel 1914